# Profi

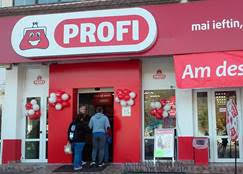

Profi és una cadena de supermercats i botigues a l'abast a Romania, propietat del fons d'inversió Mid Europa Partners.

## Profi a Romania
Profi és l'empresa de venda al detall romanesa amb l'expansió més gran al territori romanès i amb un ritme de creixement encara inigualable a Romania. Des de fa gairebé 22 anys, la cadena de supermercats Profi s'ha desenvolupat contínuament, a un ritme accelerat. Amb prop de 26.000 empleats en botigues integrades i associades i prop de 1.600 supermercats en més de 700 localitats, Profi és l'empresa privada més gran de Romania i també la xarxa de comerç de detall amb l'expansió geogràfica més gran. L'any 2021, Profi va introduir un nou concepte de supermercat que, a causa de l'èxit que va tenir, s'amplià a tota la xarxa, que va suposar un altre pas important en l'evolució de l'empresa. El maig de 2019, es va convertir en la primera xarxa amb més de 1.000 supermercats ubicats en gairebé 500 localitats de tots els comtats i la ciutat de Bucarest i el desembre de 2021 va superar els 1.500. L'expansió continua amb centenars d'establiments nous cada any.
Els competidors de Profi són Kaufland, Carrefour, Lidl, Penny Market, Plus, Mega Image. La cadena de botigues va adquirir la cadena comercial "Albinuta" el 2007 de l'empresa lituana Matima LT, per la qual va pagar 25,2 milions de RON.
El 80% dels productes que es venen a Profi es produeixen a Romania,i les seves marques blanques representen un 20% del total de productes. El 2012, Profi va inaugurar una oficina de representació a Cracòvia, Polònia.
La majoria dels supermercats es presenten en format Standard; supermercats amb grans superfícies i una àmplia gamma de productes. En zones urbanes també funciona el concepte Profi City, una botiga a l'abast amb un format i assortiment més reduït. L'any 2015, Profi va crear el concepte de botiga a l'abast Loco per a zones rurals (i per a ciutats més petites), l'assortiment de la qual difereix en certa manera de la dels establiments urbans. El juny de 2014, Profi va inaugurar a Sighișoara la primera botiga modular del sud-est d'Europa, un concepte que, gràcies a una tecnologia innovadora, es pot ampliar o reduir segons les necessitats, o fins i tot es pot traslladar a un altre lloc.

### Història
El novembre de 2009, el fons d'inversió Enterprise Investors va comprar la xarxa Profi, quan la cadena comptava amb 67 unitats, en una transacció de 66 milions d'euros. Ara separada de les botigues de Bèlgica i Hongria, la xarxa de botigues PROFI reunides dins de l'empresa PROFI Rom Food SRL va començar a expandir-se al mercat romanès. En un sol any es van inaugurar 26 botigues, fet que va portar a la publicació empresarial <i>Ziarul Financiar</i> a qualificar Profi com la cadena de comerç al detall romanès amb l'expansió més grossa el 2011.
A partir del 14 de febrer de 2012, totes les botigues Profi es van transformar en botigues a l'abast, i va abandonar la política de botigues de descompte. El 22 de febrer de 2012, Profi va agafar el control de tots els establiments de la cadena Al Comsib.
Els anys 2012 i 2013, Profi es va apoderar dels establiments de les cadenes Al Comsib de Sibiu, Alimrom de Cluj-Napoca i Pita de Botoșani.
L'abril de 2012, Profi Romania va obrir la seva primera oficina de representació permanent a Polònia, a Cracòvia, per facilitar l'ampliació de la gamma de productes que ofereix la xarxa i crear condicions de reducció de preus als més de 250 supermercats de Romania.
A finals de 2016, Profi tenia 501 supermercats presents a 257 localitats de tots els comtats romanesos i la ciutat de Bucarest, sent la cadena de botigues a l'abast amb major expansió geogràfica a Romania. També el 2016, Profi apareix per primera vegada a l'informe Deloitte Central Europe Top 500, directament a la posició 399. Profi també va ser reconeguda com l'empresa amb la taxa anual de creixement d'ingressos més alta de totes les empreses romaneses.
Des del 2017, la xarxa és propietat de Mid Europa Partners (MEP), un dels principals fons d'inversió en els mercats en creixement del centre i del sud-est d'Europa. El 2019, Profi va establir un rècord absolut, convertint-se en la primera xarxa amb més de 1000 establiments a Romania.

### Nombre d'establiments
|                     | 2010 | 2011 | 2012 | 2013 | 2014 | 2015 | 2016 |
| ------------------- | ---- | ---- | ---- | ---- | ---- | ---- | ---- |
| núm. d'establiments | 82   | 108  | 149  | 207  | 275  | 367  | 501  |